# Šarūnas Marčiulionis
Šarūnas Marčiulionis, född 13 juni 1964 i Kaunas, dåvarande Sovjetunionen, är en litauisk basketspelare som tog OS-brons 1992 i Barcelona. Detta var Litauens första medalj i herrarnas turnering i basket vid olympiska sommarspelen. I Seoul vann han guld för Sovjetunionen i herrbasket.